# ایمی تیگاردن
ایمی ریچل تیگاردن (انگلیسی: Aimee Richelle Teegarden؛ زادهٔ ۱۰ اکتبر ۱۹۸۹) بازیگر، مدل و تهیه‌کننده فیلم اهل ایالات متحده آمریکا است. وی از سال ۲۰۰۳ میلادی تاکنون مشغول فعالیت بوده‌است.

## گزیدهٔ آثار

### سینما
- حلقه‌ها (۲۰۱۷)
- نانوایی در بروکلین (۲۰۱۶)
- جیغ ۴ (۲۰۱۱)
- پرام (۲۰۱۱)

### تلویزیون
- سی‌اس‌آی (۲۰۱۰)
- سی‌اس‌آی: میامی (۲۰۰۹)
- ۹۰۲۱۰ (۲۰۰۹)
- هانا مونتانا (۲۰۰۶)